# Nowe pokolenie 14/44
Nowe pokolenie 14/44 – kompilacja nagrań wyprodukowana przez Mateusza „Matheo” Schmidta i Grzegorza „Grzech” Piotrowskiego. Wydawnictwo ukazało się 3 października 2014 roku nakładem Agencji Muzycznej Polskiego Radia. Album został zarejestrowany z okazji obchodów siedemdziesiątej rocznicy wybuchu powstania warszawskiego.
W nagraniach płyty wzięli udział m.in. Tadek, Sławomir Uniatowski, Waldemar Kasta, Joanna Kulig oraz Kari Amirian.
Płyta dotarła do 24. miejsca polskiej listy przebojów (OLiS). Pewną popularność w Polsce zyskał pochodzący z płyty utwór „Dziś idę walczyć - Mamo!”, nagrany przez O.S.T.R.-a, Waldemara Kastę, Joannę Kulig i Joannę Lewandowską. Piosenka dotarła do 16. miejsca Szczecińskiej Listy Przebojów Polskiego Radia.

## Lista utworów
1. Mateusz „Matheo” Schmidt – „01/08” (muzyka: Mateusz Schmidt) - 1:38 (utwór instrumentalny)
2. Sobota, Mateusz Krautwurst – „Dlaczego nie nam takiej mocy” (sł. Teresa Bogusławska, muzyka: Mateusz Schmidt, Grzegorz Piotrowski, Mateusz Krautwurst) - 3:04
3. Tadek, Sławomir Uniatowski – „Do powstańca” (sł. Stanisław Marczak, muzyka: Mateusz Schmidt, Grzegorz Piotrowski, Sławomir Uniatowski) - 4:09
4. O.S.T.R., Joanna Lewandowska, Waldemar Kasta, Joanna Kulig, VOYSYS – „Dziś idę walczyć - Mamo!” (sł. Józef Szczepański, muzyka: Mateusz Schmidt, Grzegorz Piotrowski) - 4:27
5. O.S.T.R., Anna Karwan, VOYSYS – „Kołysanka (nad Warszawą deszcz)” (sł. anonim, muzyka: Mateusz Schmidt, Grzegorz Piotrowski, Anna Karwan) - 3:53
6. Lukasyno – „Piosenka - Prolog” (sł. b.d., muzyka: Mateusz Schmidt, Grzegorz Piotrowski) - 1:36
7. Kari Amirian – „Piosenka” (sł. b.d., muzyka: Mateusz Schmidt, Grzegorz Piotrowski, Kari Amirian) - 2:01
8. Marta Zalewska, KęKę – „Wiersz o nas i chłopcach” (sł. Krystyna Krahelska, muzyka: Mateusz Schmidt, Grzegorz Piotrowski, Marta Zalewska) - 3:47
9. Sobota, Anna Karwan – „Kołysanka (smutna rzeka)” (sł. Krystyna Krahelska, muzyka: Mateusz Schmidt, Grzegorz Piotrowski, Anna Karwan) - 3:18
10. Proceente, Monika Kuczera – „Tu mówi Warszawa” (sł. anonim, muzyka: Mateusz Schmidt, Grzegorz Piotrowski, Monika Kuczera) - 3:15
11. Borixon, Monika Kuczera – „Sumienie świata” (sł. Zbigniew Jasiński, muzyka: Mateusz Schmidt, Grzegorz Piotrowski, Monika Kuczera) - 3:29
12. Waldemar Kasta, Mateusz Krautwurst – „Ktoś ty?” (sł. b.d., muzyka: Mateusz Schmidt, Grzegorz Piotrowski, Mateusz Krautwurst) - 3:36
13. Grzegorz „Grzech” Piotrowski – „03/10” (muzyka: Grzegorz Piotrowski) - 3:16 (utwór instrumentalny)